# Aha ha
Aha ha je vrsta australske ose iz porodice Crabronidae, koju je iz šale nazvao entomolog Arnold Menke 1977. godine. Menke je opisao kako je, kada je od kolege dobio paket koji sadrži primjere kukaca, uzviknuo: "Aha!". Ime je također Menke koristio kao registraciju vozila.